# St. Leo (Minnesota)
St. Leo – miasto w Stanach Zjednoczonych, w stanie Minnesota, w hrabstwie Yellow Medicine.